# Coregonus nelsonii
Coregonus nelsonii és una espècie de peix de la família dels salmònids i de l'ordre dels salmoniformes.

## Morfologia
- Els mascles poden assolir 56 cm de llargària total.
- Aleta adiposa ben desenvolupada.
- Nombre de vèrtebres: 60-63.[2][3]

## Alimentació
Es nodreix d'insectes immadurs.

## Depredadors
És depredat per Lota lota.

## Hàbitat
Es troba als rius i rarament entra als llacs.

## Distribució geogràfica
Es troba a Nord-amèrica: Alaska i el Canadà.

## Vàlua econòmica
La seua carn és excel·lent però, normalment, no és menjat.